# Plex (software)
Plex è un lettore multimediale client-server che comprende due diversi componenti: Plex Media Server e Plex Media Player (client). L'applicazione Plex Media Server è compatibile con Windows, macOS e Linux. L'applicazione del server desktop organizza film, serie TV, foto e musica dalla propria collezione locale e dai migliori servizi online, includendo l'accesso ai contenuti (nel proprio server) in streaming ovunque tramite remoto. Il client di Plex è disponibile per Android, iOS, Smart TV, Windows e Linux.
Plex vende inoltre un servizio premium chiamato Plex Pass, che aggiunge funzionalità come la sincronizzazione con dispositivi mobili, integrazione di cloud storage, trailer per film e abbinamenti per la musica, supporto per più utenti in uno stesso account, controllo genitori, TV in diretta e DVR.

## Fondazione
Plex è nato come hobby nel dicembre 2007 quando lo sviluppatore Elan Feingold creò un'applicazione che gestiva i media center per il suo Mac. Decise di portare il lettore multimediale XBMC (ora noto come Kodi) su Mac OS X. All'incirca nello stesso periodo, Cayce Ullman e Scott Olechowski, dirigenti di un software, che avevano recentemente venduto la loro azienda a Cisco e stavano cercando di trasferire XBMC su OSX, notando interessanti i progressi di Feingold tramite i forum online XBMC. Decisero di contattarlo e offrirono supporto e aiuto finanziario. Feingold, Olechowski e Ullman formarono un team nel gennaio 2008 e fondarono la Plex, Inc. nel dicembre 2009.
Il team rilasciò le prime versioni del software, che inizialmente chiamarono "OSXBMC". I loro scopi erano di portare al progetto una completa integrazione con il Mac.

### Il nome
Gli sviluppatori lavorarono al progetto XBMC fino al 21 maggio 2008. A causa dei diversi obiettivi e visioni del team XBMC, forgiarono dopo poco il codice per farlo diventare "Plex" e lo pubblicarono su GitHub. Il codice venne mantenuto approssimativamente in sincrono con il codice Linux.
Il nuovo nome venne ufficialmente annunciato l'8 luglio 2008. Ullman stabilì il nome Plex2 o Plex Square, a causa della indisponibilità di plex.com e della disponibilità di plex2.com.Feingold suggerì però che Plex2 era troppo ingombrante e perciò dopo diversi tentativi il team riuscì ad aggiudicarsi il nome Plex.
Il team di Plex iniziò a lavorare su un componente del media center per aggregare non solo i contenuti locali, ma anche i servizi multimediali basati sul web. Il nuovo sistema di libreria venne quindi "rinnovato da zero".
Il gruppo UI di CenterStage, un team che punta a migliorare l'interfaccia dell'interfaccia utente del PC home theater, strinse una collaborazione con il team di Plex per sviluppare ulteriormente l'idea.

### Relazioni con società di contenuti multimediali
Inizialmente Plex sviluppò applicazioni per servizi come Hulu e Netflix. Hulu implementò "contromisure" creando modifiche deliberatamente per impedire a Plex di analizzare il loro codice HTML.I servizi Netflix e Hulu non sono più ufficialmente disponibili con Plex.
Le relazioni con le società di contenuti multimediali non erano completamente contraddittorie. Alcune aziende contattarono Feingold per aggiungere il loro contenuto a Plex, incluso il servizio di streaming musicale Spotify.

### Sviluppo della società
Per rendere possibile il progetto, il team cercò di portare l'esperienza Plex su altri dispositivi, senza che gli utenti dovessero dedicare un altro computer come HTPC.
Nel dicembre 2009, il progetto si evolse in un business di software commerciale di proprietà e sviluppato da una singola società di avvio for-profit: Plex, Inc., una società high tech con sede negli Stati Uniti responsabile dello sviluppo di Plex Media Server e Plex Media Client, il suo modello client-server, tutto il software di accompagnamento con il marchio Plex, nonché le parti esclusive e protette da copyright, distribuite da sole o come componente software di terze parti nei prodotti fabbricati tramite una partnership strategica. Elan Feingold, Scott Olechowsi e Cayce Ullman furono i tre fondatori, con Ullman e Feingold che assunsero ruoli a tempo pieno rispettivamente come CEO e CTO.
A quel tempo, Plex possedeva 130 app, le più popolari delle quali erano Apple Movies Trailers, YouTube, Hulu, Netflix, MTV Music Video, BBC iPlayer e Vimeo. In un'intervista rilasciata a TechCrunch, Feingold dichiarò che le app Plex erano state scaricate circa 1 milione di volte.
Nel 2011, Ullman si dimise da CEO e lasciò la società. Keith Valory divenne il nuovo CEO nel febbraio 2013.
Nel 2014, Plex raccolse 10 milioni di dollari. In un'intervista al CES 2014, Scott Olechowski, Chief Product Officer di Plex, aggiunse che Plex stava prendendo in considerazione l'idea di aggiungere download di musica a pagamento o di collaborare con un servizio di abbonamento musicale per offrire agli utenti la possibilità di ampliare la propria libreria multimediale. Queste partnership, come quella con VEVO, erano costose per Plex, che perciò indisse una raccolta fondi da parte di Kleiner Perkins.
A partire da luglio 2016, Plex conta circa 65 dipendenti.

## Plex Media Server
Plex Media Server (a volte chiamato PMS o PMS Software) è il componente del server multimediale back-end di Plex. Organizza contenuti audio e video da librerie multimediali personali locali (che si possono trovare su un PC desktop o su un server domestico dedicato) e li trasmette alle controparti dei riproduttori, sulla stessa macchina, sulla stessa rete locale o su Internet. Può essere eseguito su Windows, macOS, Linux, FreeBSD, dispositivi NAS o su Nvidia Shield TV.[./Plex_(software)#cite_note-21]
Introdotto nel 2009, Plex Media Server era originariamente chiamato Plex Media Center ed era basato su Kodi, precedentemente noto come XBMC. Il codice sorgente di Plex Media Center è stato inizialmente biforcato da XBMC il 21 maggio 2008. Questo fork ha continuato a essere utilizzato come lettore multimediale front-end su Linux per il back-end dei media server di Plex fino a quando Plex non lo ha completamente sostituito con una versione proprietaria nell'ottobre 2015.

### Librerie multimediali di Plex
Plex Media Server può inoltre acquisire contenuti da fonti come iTunes, iPhoto e Aperture.
La libreria video, una caratteristica chiave di Plex, utilizza uno dei database di metadati Plex. Consente l'organizzazione automatica dei contenuti video tramite le informazioni associate ai file video (film e programmi TV registrati).
La libreria musicale è un altro dei database di metadati Plex. Questa libreria consente l'organizzazione automatica di una raccolta musicale tramite le informazioni memorizzate nei tag ID3 o M4A, quali titolo, artista, album, genere, anno e popolarità. Gli utenti di Plex Pass hanno anche la possibilità di accedere all'intero catalogo di video musicali di VEVO.

### Agenti di Plex
Utilizzando gli agenti, Plex raccoglie automaticamente le informazioni sui metadati e le illustrazioni per i file multimediali memorizzati nella libreria Plex. Questi metadati vengono scaricati da siti come The Movie Database (TMDb), TheTVDB, Fanart.tv, Freebase, CineMaterial, VEVO, Last.fm e LyricFinde OpenSubtitles.

### Formati multimediali
Plex media player è in grado di decodificare video ad alta definizione fino a una risoluzione 4K e sorgenti H.264 a 10 bit. Con l'hardware appropriato, Plex supporta anche la decodifica hardware del video H.264.
Plex gestisce tutti i comuni formati di file multimediali con le opzioni di panning, zoom e slideshow con "Ken Burns effect", con l'uso del codice della libreria open source CxImage.

### Accesso Remoto
Plex Media Server può essere controllato ovunque da remoto tramite un'interfaccia web. Poiché Plex supporta i protocolli NAT-PMP e Universal Plug and Play, la connessione viene configurata automaticamente sebbene sia necessario un account Plex.
Il 4 giugno 2015, Plex annunciò che tutte le connessioni a Plex Media Server tramite la sua interfaccia web app sarebbero state crittografate con il supporto SSL.

### Plugin
Plex Media Server può essere esteso utilizzando plugin e app. Questi possono essere installati tramite una libreria integrata di plugin gratuiti di terze parti che consentono agli utenti Plex di scaricare contenuti da fornitori quali National Geographic, NBC, The New York Times, Twitch.tv, Vimeo e YouTube.A partire da luglio 2016, ci sono 131 canali disponibili.

### Multipiattaforma
Mentre Plex era inizialmente un'applicazione solo per Mac OS X, Plex Media Server è disponibile anche per Windows e Linux.
Plex annunciò il supporto per Linux il 14 maggio 2011, offrendo disponibilità per Ubuntu 10.01, Slackware 13.1 utilizzato nei dispositivi NAS UNRAID e ReadyNAS (NAS di Netgear che utilizza CPU Intel). Il supporto per Windows è stato aggiunto il 28 ottobre 2011.
Il 19 ottobre 2016, Netgear ha rilasciato il router AD7200 Nighthawk X10, il primo router disponibile in commercio con Plex Media Server integrato nell'interfaccia di amministrazione del router.

## App player di Plex
Le app player di Plex sono front-end, che consente all'utente di gestire e riprodurre musica, foto, video e contenuti online da un computer locale o remoto su cui è in esecuzione Plex Media Server.

### Plex Web App
Il 16 novembre 2012 Plex rilascia un'interfaccia utente Web per tutti gli utenti.

### Plex Media Player
Plex Media Player viene annunciato il 20 ottobre 2015, utilizza l'accelerazione hardware per un'interfaccia utente coerente su tutti i dispositivi. Mentre Plex Media Player è segnalato come open source e il suo codice è disponibile su GitHub come GPLv2, non tutto il software è in realtà open source. Solo le parti host dell'applicazione possono essere fornite.
Plex Media Player è compatibile con Windows 7 e versioni successive, OS X Mavericks e versioni successive, piattaforme embedded come Raspberry Pi 2 e Intel NUC, con alcune compatibilità Linux.

### Plex Home Theater
Precedentemente noto come Plex Media Center, Plex Home Theater era il componente software utilizzato come lettore multimediale front-end per il componente server back-end di Plex.
Il vecchio e ormai obsoleto Plex Home Theater è ancora distribuito come open source sotto la GNU General Public License (GPL), con codice sorgente su GitHub.
Il 28 ottobre 2011 è stato annunciato il supporto per Windows per Plex Home Theater, che ha portato l'integrazione con Windows Media Center.
Nell'ottobre 2015, Plex Home Theater è stato sospeso a favore di Plex Media Player.

### Amazon Fire TV
Plex ha annunciato un'applicazione per Amazon Fire TV lo stesso giorno in cui è stata lanciata: il 2 aprile 2014.

### Android
Il 16 febbraio 2011, sei mesi dopo l'uscita dell'app iOS, Plex ha annunciato la sua applicazione Android.
Il 25 giugno 2014 viene annunciato il supporto per la piattaforma Android TV. Le funzionalità specifiche di Android TV includono un home stream riprogettato e il supporto per il controllo vocale. L'applicazione Android TV può essere eseguita sul Nexus Player.

### Apple TV
Con la quarta generazione di Apple TV, gli sviluppatori di terze parti potevano scrivere le proprie applicazioni, rimuovendo i principali limiti dei modelli precedenti. L'app ha ricevuto il supporto dei sottotitoli basato su testo il 23 dicembre 2015.

### Google Chromecast
Il 13 marzo 2014, Plex ha annunciato il supporto gratuito per Google Chromecast nelle sue applicazioni iOS e Android.

### iOS
Un'applicazione iOS è stata rilasciata il 30 agosto 2010 e fornito un modo per utilizzare i dispositivi iOS per controllare a distanza un server Plex Media e visualizzare i contenuti multimediali sul dispositivo iOS.
A marzo 2011, la piattaforma iOS ha ricevuto un massiccio aggiornamento dell'interfaccia utente. Le nuove funzionalità includevano visualizzazioni della griglia, interfaccia utente migliorata attorno ai canali, rimozione del menu di secondo livello e sostituzione dell'elenco dei filtri. Sono stati aggiunti supporto per TV Out, AirPlay, media multiparte, cache di immagini, sottotitoli e selezione del flusso audio.
Il 19 novembre 2012, la funzionalità Plex Pass Mobile Sync è stata implementata su iOS.
Il 10 agosto 2015, Plex annuncia una completa riscrittura dell'app che supporta le nuove funzionalità di Plex Pass come Mobile Sync, Cloud Sync, Plex Home, Plex Mix e musica e video extra.

### LG
Il 2 settembre 2010, Plex annuncia una partnership con LG per integrare il componente software in HDTV e dispositivi Blu-ray abilitati per NetCast LG 2011. Sono stati supportati solo i modelli NetCast del 2013 e i modelli che eseguono webOS.

### Opera TV
Un'app per Opera TV è stata annunciata il 12 dicembre 2014. Plex è stato il primo organizzatore di media personali ad aderire al negozio di Opera TV.

### PlayStation
Plex annuncia le proprie app per PlayStation 3 e PlayStation 4 il 17 dicembre 2014.

### Roku
Il 3 maggio 2011, Plex annuncia un'app client sul Roku, disponibile installando il canale privato Plex.

### Samsung
Il 3 agosto 2012, Plex annuncia il supporto per i lettori Samsung TV e Blu-ray. Sono supportati i lettori Samsung Smart TV e Blu-ray.

### Sonos
Il 20 luglio 2016, Plex annuncia il supporto del prodotto per i dispositivi Sonos.

### TiVo
I DVR TiVO dispongono di un'app Plex dalla versione software 20.4.7a e successiva.

### VIZIO
Il 15 ottobre 2014, Plex annuncia una partnership con VIZIO al fine di avere i diritti per rilasciare un'applicazione Plex sui propri dispositivi.

### Windows
Il 30 marzo 2012, Plex annuncia la disponibilità della sua applicazione anche per Windows Phone.
Il 4 dicembre 2012, Plex annuncia un'applicazione client per Windows 8 che utilizza la nuova interfaccia Metro.

### Xbox
Il 5 ottobre 2014 vengono annunciate le applicazioni per Xbox 360 e Xbox One, che supportano il controllo vocale e gestuale dei dispositivi.

## Plex Pass
Il 28 agosto 2011, Plex annuncia una versione a pagamento del servizio, chiamata Plex Pass, che offre le seguenti funzionalità avanzate:
- Mobile Sync: offre la sincronizzazione di film, musica e foto con dispositivi mobili. La sincronizzazione supporta i filtri, consentendo agli utenti di sincronizzare tutto, limite basato sulla durata dei film già guardati o dei media appena aggiunti. Precedentemente noto come PlexSync.
- Cloud Sync: consente l'accesso ai provider di cloud storage. La funzione è stata annunciata il 14 ottobre 2013, con il supporto iniziale per Amazon Cloud Drive, Box, Dropbox e Google Drive. Il supporto per Bitcasa è stato aggiunto il 13 dicembre 2013.
- Plex Mix: consente playlist musicali basate su mood e testi. I testi sono sincronizzati su tutti i dispositivi.
- Plex Home: consente la modalità multiutente avanzata e il passaggio veloce tra gli utenti.
- Controllo genitori: consente la possibilità di limitare il contenuto disponibile agli utenti minorenni.
- Contenuti di alta qualità: consente l'accesso a trailer di alta qualità, interviste di cast e altri extra per i film nella biblioteca è stato aggiunto il 31 luglio 2014. La funzionalità consente agli utenti di selezionare il numero e il tipo di trailer da leggere.
- Caricamento fotocamera: consente la sincronizzazione delle foto da telefoni o tablet a Plex Media Server per accedervi da altri dispositivi.
- Live TV: consente la trasmissione televisiva in diretta disponibile direttamente su determinati dispositivi. Sono necessari un'antenna aggiuntiva e un sintonizzatore.
- Plex DVR: consente la registrazione di canali di trasmissione HD.

## Privacy
Il 2 luglio 2015, Plex ha rivelato che la macchina ospitava il proprio blog e che i forum erano stati compromessi. Sono state prelevate informazioni personali come indirizzi IP, messaggi privati del forum, indirizzi e-mail e password. Questo accesso fu dovuto a una vulnerabilità di 0 giorni nel loro software forum.
A seguito di questa intrusione, Plex ha deciso di migrare i propri forum su Vanilla Forums, riducendo il carico di manutenzione e sicurezza di sysadmin che auto-ospitava i propri forum rappresentati.
Il 20 settembre 2017, Plex ha annunciato una nuova politica sulla privacy in cui non era più possibile per gli utenti di Plex impedire che i dati degli utenti venissero raccolti. Tuttavia, in un successivo aggiornamento della politica sulla privacy, il CEO di Plex, Keith Valory, ha dichiarato che generalizzerà i dati di riproduzione e offrirà agli utenti la possibilità di rinunciare all'invio di informazioni di riproduzione più specifiche.